# عباقرة الثانوية يعيشون بسهولة في العالم الآخر
عباقرة الثانوية يعيشون بسهولة في العالم الآخر (باليابانية: 超人高校生たちは異世界でも余裕で生き抜くようです!، بالروماجي: Chōjin-Kōkōseitachi wa Isekai demo Yoyu de Ikinuku Yōdesu!) هي سلسلة رواية خفيفة من تأليف ريكو ميسورا [الإنجليزية] ورسم ساكرانيكو. نشرت من قبل إس بي كريتيف [الإنجليزية]، منذ 15 أكتوبر عام 2015 حتى 14 فبراير عام 2020، وتكون من 10 مجلدات. اقتبست إلى سلسلة مانغا من تأليف ريكو ميسورا ورسم كوتارو يامادا. نشرت من قبل سكوير إنكس في مجلة غانغان كوميكس، منذ مايو عام 2016 حتى 1 أكتوبر عام 2021. تم تجمع فصول المانغا في، 13 مجلد تانكوبون. نشرت منذ 13 أكتوبر عام 2016 حتى 25 ديسمبر عام2021. أنتجت المانغا إلى مسلسل أنمي تلفزيوني من قبل استوديو بروجيكت نو 9، عرض الأنمي في 3 أكتوبر عام 2019 واستمر عرضه 19 ديسمبر عام 2019، وتكون 12 حلقة.

## القصة
تدور أحداث المسلسل عن سبعة طلاب في المدرسة الثانوية معروفين عالميًا بقدراتهم الاستثنائية. الذين نجوا في أحد الأيام من حادث تحطم طائرة ليجدوا أنفسهم في عالم خيالي في العصور الوسطى يسمى فرياغارد.

## الشخصيات
تسوكاسا ميكوغامي (باليابانية: 御子神 司، بالروماجي: Mikogami Tsukasa)
أداء صوتي: يوسكي كوباياشي
ليرول (باليابانية: リルル، بالروماجي: Riruru)
أداء صوتي: يوكي كواهارا
رينغو أوهوشي (باليابانية: 大星 林檎، بالروماجي: Ōhoshi Ringo)
أداء صوتي: رينا هيداكا
شينوبو ساروتوبي (باليابانية: 猿飛 忍، بالروماجي: Sarutobi Shinobu)
أداء صوتي: ناناتسومي  [الإنجليزية]
كيني كانازاكي (باليابانية: 神崎 桂音، بالروماجي: Kanzaki Keine)
أداء صوتي: هيساكو كانيموتو
آوي إيتيجو (باليابانية: 一条 葵، بالروماجي: Ichijō Aoi)
أداء صوتي: ساياكا كانيكو
الأمير أكاتسوكي (باليابانية: プリンス 暁، بالروماجي: Purinsu Akatsuki)
أداء صوتي: شيزوكا إيشيغامي
ماساتو سانادا (باليابانية: 真田 勝人، بالروماجي: Sanada Masato)
أداء صوتي: جونجي ماجيما
وينونا (باليابانية: ウィノナ، بالروماجي: u~inona)
أداء صوتي: ماي ناكاهارا
إلتش (باليابانية: エルク، بالروماجي: Eruku)
أداء صوتي: هيرو شيمونو
رو (باليابانية: ルー، بالروماجي: Rū)
أداء صوتي: تشينامي هاشيموتو
جان دو لوبلانك (باليابانية: ジャンヌ・ド・ルブラン، بالروماجي: Jannu do Ruburan)
أداء صوتي: ساياكا سينبونغي
أوسلو إل جوستاف (باليابانية: オスロー・エル・ギュスターヴ، بالروماجي: Osurō Eru Gusutāvu)
أداء صوتي: جوجي ناكاتا
زيت دو بيرنارد (باليابانية: ゼスト・バーナード، بالروماجي: Zesuto bānādo)
أداء صوتي: ماساكي ميزوناكا

## وصلات خارجية
- موقع الرواية الخفيفة الرسمي باللغة اليابانية
- موقع الأنمي الرسمي باللغة اليابانية
- لا يواجهون عباقرة المدرسة الثّانويّة عالم آخر حتّى في صعوبة! على موقع ANN manga (الإنجليزية)